# Ubinszkoje
Ubinszkoje (oroszul: Убинское) falu Oroszország ázsiai részén, a Novoszibirszki területen; az Ubinszkojei járás székhelye.
Népessége: 5841 fő (a 2010. évi népszámláláskor).

## Elhelyezkedése
Novoszibirszktől 210 km-re nyugatra, a Baraba-alföldön  helyezkedik el, az azonos nevű lefolyástalan tó közelében. A Transzszibériai vasútvonal Omszk–Novoszibirszk közötti szakaszának egyik állomása. A település mellett vezet az R254-es főút (oroszul: ).

## Története
1722-ben az Ubinka nevű folyó partján kisebb erődítményt emeltek. Ezt 1746-ban máshová költöztették, a helyén postaállomást alakítottak ki, mely a 20. század elejéig működött. Mellette alakult ki a falu, lakossága zömmel földműveléssel foglalkozott. 